# Kadanur, Virajpet
Kadanur là một làng thuộc tehsil Virajpet, huyện Kodagu, bang Karnataka, Ấn Độ.